# Лютневий провулок (Київ)
Лютне́вий прову́лок — провулок у Подільському районі міста Києва, місцевість Куренівка. Пролягає від Петропавлівської вулиці (двічі, утворюючи півколо) до вулиці Олени Теліги.

## Історія
Виник у 50-х роках XX століття під назвою 898-а Нова вулиця. Сучасна назва — з 1955 року.